# Sommières-du-Clain
Sommières-du-Clain település Franciaországban, Vienne megyében. Lakosainak száma 738 fő (2022. január 1.). Sommières-du-Clain Champagné-Saint-Hilaire, Château-Garnier, La Ferrière-Airoux, Romagne és Saint-Romain községekkel határos.

## Népesség
A település népessége az elmúlt években az alábbi módon változott:
| Lakosok száma | 802  | 802  | 818  | 788  | 771  | 753  | 746  | 742  | 738  |
|               | 2013 | 2015 | 2016 | 2017 | 2018 | 2019 | 2020 | 2021 | 2022 |